# شوتا أوكي
شوتا أوكي (باليابانية: 青木 翔大) (مواليد 11 أغسطس 1990)، هو لاعب كرة قدم ياباني سابق كان يلعب كمدافع.

## وصلات خارجية
- شوتا أوكي على موقع رابطة كرة القدم اليابانية للمحترفين (اليابانية)
- شوتا أوكي على موقع قاعدة بيانات كرة القدم.إي يو (الإنجليزية)
- شوتا أوكي على موقع Soccerway.com (الإنجليزية)
- شوتا أوكي على موقع عالم كرة القدم.نت (الإنجليزية)